# 抗日戰爭第十二戰區
抗日戰爭第十二戰區在中國抗日戰爭中，因應戰爭形勢，中華民國國民政府成立對日作戰戰區之一。

## 成立時間
1945年6月。

## 战区首长
司令长官傅作義。
参谋长李世杰
前进指挥所主任董其武

## 作戰區域
熱河、綏遠、察哈爾省為主。

## 战后撤銷
中國抗日戰爭勝利後，1945年9月28日在归绥就接受驻蒙军投降。
第十二戰區長官部改組為張垣綏靖公署，主任傅作義。戰區撤銷。